# 夢限大みゅーたいぷ
夢限大みゅーたいぷ（むげんだいみゅーたいぷ）は、メディアミックス作品「BanG Dream!」から派生した5人組バーチャルガールズバンド。略称「ゆめみた」。所属レーベルはブシロードミュージックおよび、BM-ECHOES

## 概要
2023年11月9日、バンドリ公式YouTubeチャンネルの生配信番組「バンドリ！発表会 For 2024」にて、同バンドメンバーのデビュー配信日の告知がされ、1stライブが2024年に開催されることが発表された。シンボルマークはUFOで、目標は宇宙征服。また、バンド名表記はバンドリ！シリーズでは初となる漢字と平仮名を使用したものとなっている。
公式紹介文は『夢(バーチャル)と現実(リアル)を飛び越える運命共同体(バンド)「夢限大みゅーたいぷ」』。
他バンドと大きく異なるのは、各メンバーがそれぞれのYouTubeチャンネルで、2DCGアバターを利用したバーチャルYouTuberと呼ばれるスタイルでの配信や動画投稿を主軸として活動している点である。
また、メンバー全員が吹奏楽部などで音楽の経験はあるものの、同バンドの担当楽器には初めて触るなどの理由から、実質的には初心者であることも直近のMyGO!!!!!やAve Mujicaなどの既存バンドが経験者を多く擁していることと比べると大きな特徴であり、完成された音楽よりも等身大の女子高生バンドが、精神的にも技術的にも成長していく姿を見ることができる。しかし、各メンバーが作詞、作曲、漫画執筆、イラスト制作、MV撮影、絵本執筆など多方面で積極的な創作活動を行っており、多才でクリエイティブな面も持ち合わせている。

## 音楽性
他バンドとの違いとしてベースとドラムのメンバーが不在であり、その代わりとして打ち込まれた音源を操作するマニピュレーター（Mp）を担当するメンバーが在籍する。
明るくポップで疾走感のある曲が多いが、その歌詞の多くは夢と現実の狭間で苦しみや痛みを抱えていても前を向いて進もうという決意がみられる点が特徴的である。
作詞作曲の担当が今までバンドリ！関連楽曲を多く手掛けてきたElements GardenやSUPA LOVEのメンバーではないので既存のバンド曲のイメージとはまた違った曲調が特徴。

## メンバー
| 名前/読み                  | 身長  | 誕生日  | 担当楽器   | メンバーカラー   |
| -------------------------- | ----- | ------- | ---------- | ---------------- |
| なかまち あられ 仲町あられ | 154cm | 8月16日 | ボーカル   | NAKAYOSHI YELLOW |
| みやなが ののか 宮永ののか | 161cm | 4月17日 | ギター     | NONOCHAN PINK    |
| みねつき りつ 峰月律       | 157cm | 2月7日  | ギター     | PONKOTSU BLUE    |
| ふじ みやこ 藤都子         | 155cm | 9月19日 | キーボード | ANGEL PURPLE     |
| せんごく ゆの 千石ユノ     | 151cm | 11月4日 | DJ&Mp      | TSUNDERE PINK    |

仲町あられ（ボーカル担当）
愛称はちやん。同級生に誘われたことでガルパに初めて触れる。重度のルイズ推し。ギター経験あり。歌枠配信が主体。ホラーゲームは苦手だが、「みんなは怖がってる僕が見たいんでしょ」とたまに配信する。挨拶は（仲町あられ）「みんな～、だれまち～？」（視聴者）「仲町～！」。
宮永ののか（ギター/コーラス担当）
愛称はののちゃん。ののちゃん王国の国王。ののちゃん王国は入国できるが出国はできない。ファーファが好きでたびたび話題に挙げる。本人も認めるツイ廃で、しょっちゅうつぶやいている。ギター練習配信とゲーム配信が多い。配信挨拶は（宮永ののか）「ののののののののののちゃんた～いむ、みんな大好きののちゃんのおでましだぞ～。こんにちはむげんだいむーたいぷのギター担当！宮永ののかです。」（視聴者）「で、でた～～～～～!!!!!」
峰月律（ギター/コーラス担当）
愛称はりっちゃん。食べることが好き。ライブの際のオフショットで、視聴者にメンバー分の楽屋弁当を一人で食べたと勘違いされるほど、自他共に認める大食い。吹奏楽部ではエアークラリネットを担当した。歌枠と何かを食べる配信が多い。配信挨拶は「みなさん～、ぽんこつ～。峰月律です～。」
藤都子（キーボード/コーラス担当）
愛称はみゃーちゃん。まんが家。ちゃおプラスにてROCK’Nりとる☆すたーず！を連載中。趣味は真面目マッサージ小説を読むこと。好きな言葉は自業自得。まるくんといつも一緒にいる。独特な言い回しが特徴。吹奏楽部でドラム（Perc.）経験あり。擬人化食レポ、歌枠配信が多い。配信挨拶は「臨、兵、闘、ｼｬｯ、皆、陣、烈、在、ぜ～～～ん！」
千石ユノ（DJ＆MP/コーラス担当）
愛称はユノち。小さいころからピアノを習っていた。好きなモンスターはピンクのPIPELINE PUNCHで、箱買いをして常備している。ヴァンガードが好きでたびたび配信も行うが、じゃんけん運が絶望的に悪く先行は取れない。ゲームが好きでFPSゲームのVALORANTなどをプレイする。2月29日にはいつもと違うデレデレユノちが見られるかも。

## 来歴

### 2022年
- 7月22日、ブシロードより「バンドリ！バーチャル系新バンドオーディション」の開催が決定したこと、またエントリー受付を7月22日(金)12時より開始したことが発表され、バンドリ公式サイトに詳細が掲載された[12]。同募集ページには各メンバーの名前、性格、趣味、担当楽器なども掲載された。

### 2023年
- 11月9日、バンドリ公式YouTubeチャンネルの生配信番組「バンドリ！発表会 For 2024」にて、同バンドメンバーのデビュー配信日と1stライブが2024年に開催されることが発表された[12]。
- 11月18日、19日各メンバーのYouTube個人チャンネルにて、デビュー配信が配信された。
- 11月20日、「夢限大みゅーたいぷ」公式YouTubeチャンネルにて、オリジナル楽曲「夢現妄想世界（むげんマイワールド）」のMVが公開された。また同日24時より、各音楽配信サービスにて配信開始された。

### 2024年
- 8月6日、初のDigitalミニAlbumとなる「スタートライン」がリリースされた。各メンバーがモチーフとなった5曲が収録[13] 。
- 8月24日、1st LIVE「めたもるふぉーぜ」が横浜の1000 CLUBにて開催。前述の5曲のほかにバンドリの他バンドカバーや歌ってみたで投稿しているカバー曲など合計10曲を披露した（アンコール楽曲として歌ってみたメドレーの4曲と後述の新曲を追加で披露）。またボーカルである仲町あられが作詞を手掛ける新曲「コハク」の初披露や、定期公演と2nd LIVEの開催が発表された[14][15]。
- 12月25日、1st Single「コミュ着火Fire!」発売。「新人類は仮想世界の夢を見るか？」[注 5]はNANIMONOなどのプロデューサーを務めるこゆびちゃん氏による書き下ろし楽曲。
- 12月27日、千石ユノ主催による初の単独DJイベント「YUNO’s PARTY Lv.1」が開催された。ゲストに西尾夕香、シークレットゲストに宮永ののかを迎えた。また、同日0時より千石ユノ名義としては初となるオリジナル楽曲「YoU kNOw the overture (feat. ななひら)」が配信開始された。千石ユノ自身が作詞・作曲を担当した。[16][17]

### 2025年
- 1月23日、以前よりコラボ配信等をしていたアイドルグループ「NANIMONO」と初の対バンライブとなる「NANIMONO × 夢限大みゅーたいぷ 『新人類は何者かになる夢を見るか？』」がVeats Shibuyaにて開催。ライブタイトルのもとにもなっている「新人類は仮想世界の夢を見るか？」などの計7曲を演奏した。

- 2月16日、2nd LIVE「でぃすかばりー☆じゃーにー」昼夜2公演がZepp Shinjukuにて開催された。昼公演では「これまでのゆめみた」をイメージして1stライブの流れを意識しつつ、新曲である「TRASH LIFE」など計12曲を披露した。またアンコールではメンバーがはじめて練習した曲でもある、Poppin'Partyの「ときめきエクスペリエンス!」、現在放送中のTVアニメBanG Dream! Ave MujicaよりEDテーマ「Georgette Me, Georgette You」などの3曲を熱演した。一方、夜公演は「これからのゆめみた」をイメージした13曲が演奏された。また、本公演ではヲタ芸集団として名高いゼロから打ち師始めます。がゲストとして参加、キレのあるダンスでライブを盛り上げた。さらに、2nd Single「Hi-Vision」の発売や、対バンライブ「えんかうんた～」、3rd LIVE「ふりーてぃんぐ もーめんと」の開催が告知された[18][19][20]。

## ライブ・参加イベント

### 参加イベント
- MyGO!!!!!7th LIVE「こたえなんてなくても」（日比谷公園大音楽堂（東京都）、2024年12月22日）オープニングアクト[29]
- 夢限大みゅーたいぷ　千石ユノ主催DJイベント「YUNO's PARTY Lv.1」　（千石ユノと宮永ののかが参加、秋葉原エンタス（東京都）、2024年12月27日）[16]
- ブシロード新春大発表会2025（TOKYO DOME CITY HALL（東京都）、2025年1月13日ミニライブ[30]
- RAISE A SUILEN ZEPP TOUR 2024-2025「PANDEMONIUM」東京公演（Zepp DiverCity (TOKYO)、2025年1月19日）オープニングアクト[31]

## ディスコグラフィ

### シングル
|        | 発売日         | タイトル        | 規格品番 | 規格品番   | オリコン 最高位 |
| 限定盤 | 発売日         | タイトル        | 通常盤   |            | オリコン 最高位 |
| ------ | -------------- | --------------- | -------- | ---------- | --------------- |
| 1st    | 2024年12月25日 | コミュ着火Fire! | -        | BRMM-10838 | 7位             |